# Nationalmuseum für Unterwasserarchäologie in Grado

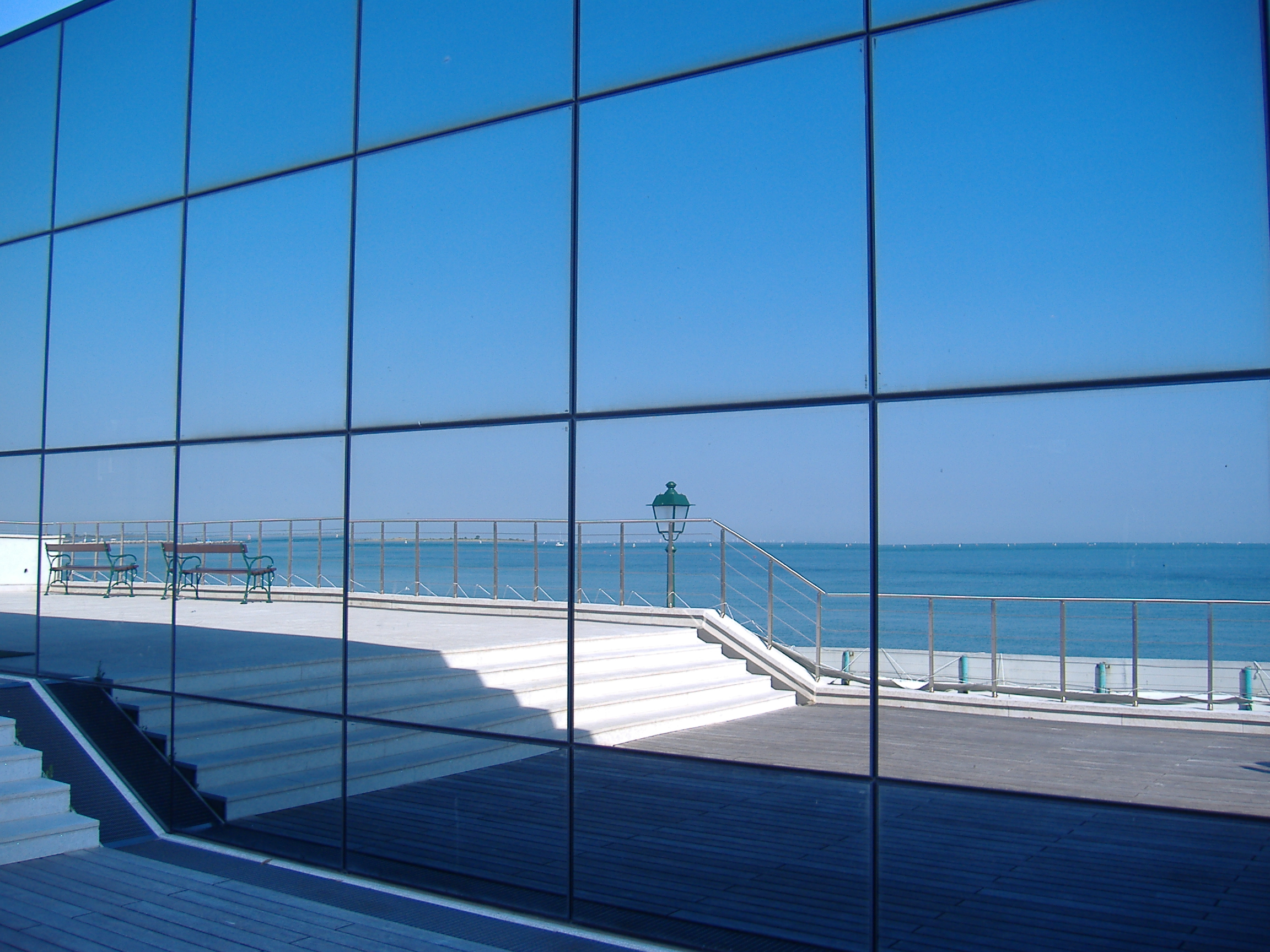
Die spiegelnde Fassade des Museums

Das Nationalmuseum für Unterwasserarchäologie in Grado (Museo di archeologia subacquea di Grado) ist ein Museum, das aufgrund der Entdeckung eines römischen Schiffes, der Iulia Felix, vor der Lagune von Grado gegründet wurde. Das Schiff aus dem 3. Jahrhundert wurde 1986 entdeckt und in mehreren Grabungskampagnen bis 1993 untersucht, zahlreiche Artefakte gehoben. Diese sollten in ein eigenes Museum verbracht werden. Ab 2014 konnten Sonderausstellungen durchgeführt werden. Allerdings konnte das Museum bis heute (Stand: 2022)[veraltet] nicht eröffnet werden.

## Geschichte
1992 überließ die Kommune Grado dem damaligen Ministerium für Kulturgüter, kulturelle Aktivitäten und Tourismus in Rom die einstige Scaramuzza-Schule auf 99 Jahre. Das Gebäude am Lungomare Nazario Sauro wurde bald allgemein Museo del mare genannt. Dort sollte auch eine Fachbibliothek zur Unterwasserarchäologie und zum Schiffbau entstehen, ebenso wie ein eigenes Archiv, ein Magazin, dazu ein Gästehaus sowie Büros. Nach drei Jahren, konnte 1995 die Übergabe an das Kulturministerium formalisiert werden. Im Jahr 2000 wurden die finanziellen Mittel für das Museumsprojekt bereitgestellt. Da die vom Ministerium beschlossenen Umbauarbeiten größer als ursprünglich geplant ausfielen, kam es zu weiteren Verzögerungen.
2008 fand eine erste Ausstellung unter dem Titel Terre di mare statt. Im Nachhinein erwiesen sich einige Entscheidungen des Projektes jedoch als fehlerhaft, die das ganze Museumsprojekt in Frage stellten. Da das Schiffswrack zu groß für eine museale Nutzung im Museumsgebäude war, war es in einem entsprechenden überdachten Außenbereich untergebracht worden. 2009 stellte man fest, dass das Dach undicht ist, zudem hatte sich der Zustand des Fundstücks wegen der fehlenden Klimatisierung besorgniserregend verschlechtert. Das machte neue strukturelle Anpassungen erforderlich. In den folgenden Jahren stiegen die Kosten für das Projekt auf 10 Millionen Euro an.
2014 wurden Teile des Hauses unter großem Aufwand eröffnet, unter Federführung von Domenico Marino, dem Direktor des Museums und des archäologischen Parkes. Dennoch kamen die Arbeiten nicht voran, schließlich forderte Dario Raguna, der Bürgermeister von Grado, die Rückgabe des Gebäudes, so dass es 2019 zu einem Gerichtsverfahren in Triest kam. In diesem Jahr entstand ein lokales Komitee, das versuchte, das Museum endlich durchzusetzen. Man beschwerte sich über maßlose Vorgaben, für die am Ende niemand verantwortlich zeichnete. Ende 2021 wurde das Museum erneut für die Eröffnung freigegeben. Das Kulturministerium erklärte sich bereit, über zwei Millionen Euro beizutragen. Damit sollte der Weg nach 29 Jahren frei gemacht werden, das Haus zu eröffnen.